# Gratwein
Gratwein è una frazione di 3 664 abitanti del comune austriaco di Gratwein-Straßengel, nel distretto di Graz-Umgebung (Stiria). Già comune autonomo, il 1º gennaio 2015 è stato fuso con gli altri ex comuni di Eisbach, Gschnaidt e Judendorf-Straßengel per costituire il nuovo comune mercato (Marktgemeinde).